# Raymond Mens
Raymond Mens (Haarlem, 25 december 1986) is een Nederlandse politicoloog. Hij is vooral bekend van zijn rol als Amerikakenner in Vandaag Inside op SBS6.

## Carrière
Mens studeerde tot 2009 journalistiek aan de Hogeschool Utrecht en tot 2012 politicologie aan de Universiteit van Amsterdam. In 2011 volgde hij aan de Universiteit van Virginia een masteropleiding in de internationale betrekkingen. Van 2017 tot en met 2019 was hij campagnestrateeg bij de VVD. Over het trumpisme verscheen in 2020 zijn boek Lang Leve Trump. In 2022 volgde Nieuws als wapen, over de politieke kleur en invloed van Amerikaanse televisiezenders.
Als politiek duider en Amerikakenner maakte Mens zijn opwachting bij onder meer Op1, HLF8, BNR Nieuwsradio, Khalid & Sophie, Goedemorgen Nederland, De Oranjezomer en Jan-Willem Start Op!. In 2021 nam Mens deel aan De Slimste Mens.
Mens is vaste gast in Vandaag Inside. Nadat hij bij het programma in juni 2022 zijn steun uitsprak voor de stikstofplannen van kabinet-Rutte IV, ontving Mens via sociale media diverse bedreigingen. Mens werd in Vandaag Inside ook ingezet als VS-verslaggever in de zomer van 2024, in aanloop naar de Amerikaanse verkiezingen. 
In 2022 startte Mens zijn eigen podcast Amerika in 15 minuten. In 2023 was Mens te zien als expert in het televisieprogramma GoedNieuws Vandaag en sinds dat jaar ook als vaste duider te horen in de EO-podcast De Spindoctors. In 2023 tekende hij een contract bij Talpa Network. De Spindoctors won in 2024 de PrinsjesPodcastprijs.
In 2024 en het voorjaar van 2025 trok Mens met een show over de Amerikaanse presidentsverkiezingen langs de Nederlandse theaters. Deze werd door ruim 17.000 mensen bezocht. In september 2025 start hij met een theatertour over nieuws als politiek wapen, waarover hij in 2022 al een boek uitbracht.
Op 1 mei 2025 wijdde journalist Tim Hofman een aflevering van de Radio BOOS-podcast aan de analyses van Mens ten aanzien van de regering-Trump. Hofman bekritiseerde de analyses van Mens, die, volgens hem, onvoldoende onderbouwd zijn en de gevaren van populisme bagatelliseren. Hofman benadrukte dat dit vooral gevaarlijk is vanwege het grote publieksbereik van Mens door zijn televisieoptredens bij populaire programma's zoals Vandaag Inside en WNL op Zondag.

## Trivia
- Mens is géén familie van makelaar, presentator en voormalig politicus Harry Mens.[20]
- Mens zat op de School voor Journalistiek in de klas bij RTL Boulevard-reporter Aran Bade.[21]